# Lukios
Lukios (altgriechisch Λούκιος) war ein antiker griechischer Philosoph (Mittelplatoniker). Er lebte in der römischen Kaiserzeit, vor der Mitte des 2. Jahrhunderts.

## Leben und Werk
Lukios ist ausschließlich aus Angaben im Kommentar des spätantiken Neuplatonikers Simplikios zu den Kategorien des Aristoteles bekannt. Simplikios berichtet, Lukios habe sich schon vor Nikostratos, einem anderen Mittelplatoniker, als Kritiker des Aristoteles betätigt. Daraus ergibt sich ein Anhaltspunkt für die chronologische Einordnung, denn eine Inschrift aus Delphi, die um die Mitte des 2. Jahrhunderts entstand, berichtet von der Verleihung des delphischen Bürgerrechts an eine Gruppe von vier Platonikern, darunter Nikostratos. Lukios dürfte somit in der ersten Hälfte des 2. Jahrhunderts gelebt haben, doch kommt auch das 1. Jahrhundert in Betracht. Dass er Platoniker war, geht aus seinen überlieferten Äußerungen und deren Rezeption im Neuplatonismus nur indirekt hervor; stellenweise machen sich Spuren stoischen Einflusses bemerkbar, was aber kein Grund ist, ihn als Stoiker zu betrachten.
Lukios verfasste eine antiaristotelische Streitschrift, in der er sich mit den Kategorien des Aristoteles auseinandersetzte. Als Einwände gegen die Kategorienlehre führte er Aporien (ungeklärte Fragen, Schwierigkeiten) an. Mit Argumenten unterschiedlicher Art versuchte er die Unzulänglichkeit des aristotelischen Systems aufzuzeigen. Er soll fast allen einschlägigen Lehraussagen des Aristoteles widersprochen haben. Unter anderem bemängelte er, das System der zehn aristotelischen Kategorien sei unvollständig und die Bestimmung des Sinns der Aussage „in einem Subjekt sein“ mangelhaft, die Kategorie der Quantität sei nicht einheitlich und ihre Einteilung fehlerhaft, das Gewicht sei bei der Quantität nicht berücksichtigt und der Körper gehöre zur Kategorie der Substanz und nicht zur Quantität. Außerdem sei die Reihenfolge, in der Aristoteles die Kategorien erörtert, nicht angemessen, denn es sei verkehrt, die Relation vor der Qualität zu behandeln. Simplikios führt einige der Aporien mit Angabe der Quelle an. Möglicherweise stammen von Lukios noch weitere Aporien, die Simplikios ohne Nennung ihrer Herkunft mitteilt. Außer den bei Simplikios überlieferten Fragmenten ist vom Werk des Lukios nichts erhalten geblieben. Wahrscheinlich handelte es sich nicht um einen systematischen Kommentar zu den Kategorien, sondern nur um eine Sammlung von einschlägigen Aporien. Eine im 20. Jahrhundert diskutierte Hypothese, wonach Lukios eine Schrift des Klaudios Ptolemaios zitierte, ist unzureichend begründet.

## Rezeption
Im 2. Jahrhundert verwertete Nikostratos die Ausführungen des Lukios, als er eine ähnliche, ebenfalls polemische antiaristotelische Schrift verfasste, die auch verloren ist. Simplikios erwähnt Anhänger der von diesen Philosophen vertretenen Richtung. Die Hypothese, dass der ebenfalls im 2. Jahrhundert lebende Peripatetiker Herminos das Werk des Lukios kannte, ist umstritten. In neuplatonischen Kreisen wirkte die Aristoteleskritik der beiden Mittelplatoniker nach; schon im 3. Jahrhundert griff Plotin, der Begründer des Neuplatonismus, in seiner Auseinandersetzung mit der Kategorienlehre auf sie zurück. Sein Schüler Porphyrios widersprach, wie Simplikios berichtet, allen mittelplatonischen Einwänden gegen die Kategorienlehre. Simplikios, der im 6. Jahrhundert lebte, hatte wahrscheinlich keinen direkten Zugang zu den Abhandlungen der mittelplatonischen Aristoteles-Kritiker; er schöpfte sein Wissen über ihre Argumente wohl ausschließlich aus Kategorien-Kommentaren des Porphyrios und des einflussreichen Neuplatonikers Iamblichos, die nicht erhalten geblieben sind. Ob Porphyrios und Iamblichos den Originaltext des Lukios noch besaßen oder ihre Kenntnisse über ihn nur den Zitaten bei Nikostratos verdankten, ist unklar.
Simplikios tadelte Lukios und Nikostratos, da er ihre Angriffe auf die Kategorienlehre für unbesonnen und zu polemisch hielt. Dennoch betrachtete er ihre Arbeit als verdienstlich, da ihre Aporien zur Gewinnung wertvoller Erkenntnisse angeregt hätten.